# Baeoura convoluta
Baeoura convoluta là một loài ruồi trong họ Limoniidae. Chúng phân bố ở miền Australasia.